# Cộng hòa Nhân dân Tuva

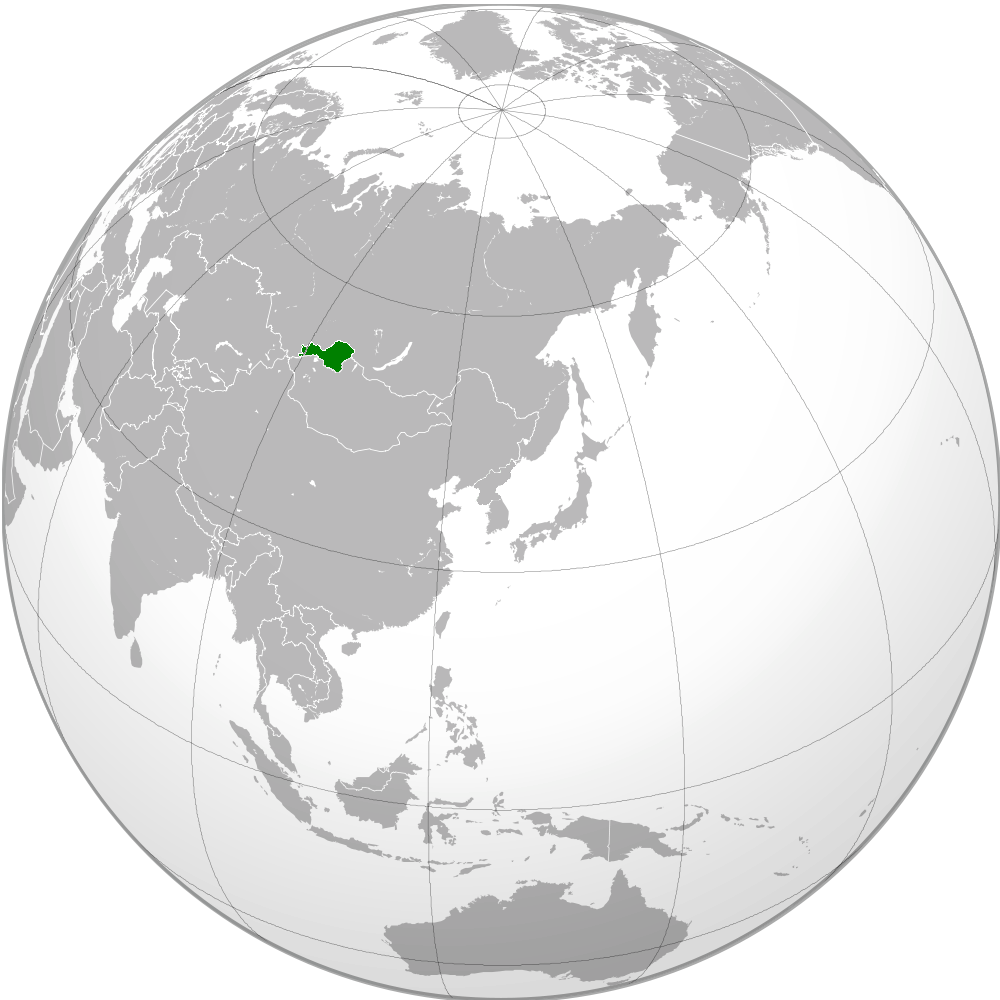
Vị trí Cộng hòa Nhân dân Tuva

Cộng hòa Nhân dân Tuva (hay Cộng hòa Nhân dân Tannu Tuva; tiếng Tuva: Tьвa Arat Respuвlik, Тыва Арат Республик, Tyva Arat Respublik; 1921-1944) là một nhà nước độc lập được hai nước Liên Xô và Cộng hòa Nhân dân Mông Cổ công nhận, nằm trên lãnh thổ xứ bảo hộ Tuva trước đây của Đế quốc Nga- cũng được gọi là Uryankhaisky Krai (tiếng Nga: Урянхайский край). Đây là một quốc gia vệ tinh của Liên Xô và hậu thân của nó là nước Cộng hòa Tuva trong thành phần Liên bang Nga hiện nay.

## Lịch sử
Sau Cách mạng Nga 1917, Hồng Quân chiếm được Tuva vào tháng 1 năm 1920. Sự hỗn loạn trong giai đoạn này đã tạo điều kiện để người Tuva một lần nữa tuyên bố nền độc lập của họ. Ngày 14 tháng 8 năm 1921, những người Bolshevik (được Nga ủng hộ) đã thành lập Cộng hòa Nhân dân Tuva, được gọi là Tannu Tuva cho đến năm 1926. Thủ đô Khem-Beldir cuối cùng được đổi tên thành Kyzyl ('Đỏ' trong tiếng Tuva; trong tiếng Tuva và tiếng Nga: Кызыл; trong giai đoạn 1922-26 được đổi tên thành "Красный", Krasnyy, 'Đỏ' trong tiếng Nga). Một hiệp định giữa Liên Xô và Cộng hòa Nhân dân Mông Cổ trong năm 1926 đã khẳng định nền độc lập của quốc gia này. Không có quốc gia nào khác chính thức công nhận Cộng hòa Nhân dân Tuva, song nó đã xuất hiện trên một số bản đồ và quả địa cầu sản xuất tại Hoa Kỳ.
Thủ tướng đầu tiên của Cộng hòa Nhân dân Tuva là Donduk Kuular thuộc Đảng Cách mạng Nhân dân Tuva. Kuular chọn Phật giáo làm quốc giáo và cố gắng giới hạn số người định cư và sự tuyên truyền đến từ Nga. Ông cũng cố gắng thiết lập các mối quan hệ với Mông Cổ. Liên Xô ngày càng trở nên lo lắng trước những hành động này và đến năm 1929, Thủ tướng Kuular đã bị bắt giữ và sau đó bị hành quyết. Trong lúc ấy (năm 1930), tại Liên Xô, năm thành viên của Trường Đại học Lao động Cộng sản Phương Đông (KUTV), cũng chính là nhóm đã hành quyết Kuular, đã được bổ nhiệm "các chính ủy đặc mệnh" của Tuva. Những người này đặc biệt trung thành với chính phủ Joseph Stalin, họ đã tiến hành thanh trừng một phần ba số thành viên trong Đảng Cách mạng Nhân dân Tuva và thúc đẩy tập thể hóa tại một quốc gia có kinh tế dựa vào chăn nuôi gia súc du mục truyền thống. Chính phủ mới bắt đầu các hành động nhằm tiêu diệt Phật giáo và Shaman giáo tại Tuva, một chính sách được Stalin khuyến khích. Bằng chứng về sự thành công của các hành động này thể hiện trong việc suy giảm số lượng các vị Lạt-ma tại quốc gia này: vào năm 1929 có 25 tu viện Lạt-ma với khoảng 4.000 lạt-ma và pháp sư; vào năm 1931 chỉ còn 1 tu viện Lạt-ma, 15 lạt-ma, và khoảng 725 pháp sư. Những nỗ lực xóa bỏ chăn nuôi du mục thì khó khăn hơn. Một cuộc điều tra dân số vào năm 1931 cho thấy 82,2% người Tuva vẫn tham gia chăn nuôi gia súc du mục. Salchak Toka, một trong số các chính ủy đặc mệnh đã đề cập ở trên, đã được lập làm Tổng bí thư của Đảng Cách mạng Nhân dân Tuva vào năm 1932. Ông vẫn nắm giữ quyền lực tại Tuva cho đến khi qua đời vào năm 1973.
Tuva bước vào Thế chiến II cùng với Liên Xô vào ngày 25 tháng 6 năm 1941, ba ngày sau khi Đức tấn công vào Liên Xô. Ngày 11 tháng 10 năm 1944, theo yêu cầu của Tiểu Khural Nhân dân Tuva (nghị viện), Tuva trở thành một phần của Liên Xô và được tổ chức thành tỉnh tự trị Tuva của CHXHCNXV Liên bang Nga theo quyết định của Đoàn chủ tịch Xô viết Tối cao Liên Xô. Tiểu Khural Nhân dân đã chính thức hóa việc sáp nhập tại phiên họp cuối cùng của nó vào ngày 1 tháng 11 năm 1944. Salchak Toka trở thành Bí thư thứ nhất của Đảng Cộng sản Tuva. Tuva duy trì vị thế là cộng hòa tự trị (CHXHCNXVTT Tuva trong thành phần CHXHCNXV Liên bang Nga) từ ngày 10 tháng 10 năm 1961 cho đến năm 1992.

## Lãnh đạo

Quốc kỳ của Cộng hòa Nhân dân Tuva từ ngày 24 tháng 11 năm 1926 đến 28 tháng 6 năm 1930. Văn bản viết bằng tiếng Mông Cổ, chuyển tự Latinh là
Bügüde Nayiramdaqu Tuva Arad Ulus
"Cộng hòa Nhân dân Tuva".

### Nguyên thủ quốc gia
- Chủ tịch Khural Lập hiến
  - Mongush Buyan-Badyrgy (14 tháng 8 năm 1921 - 15 tháng 8 năm 1921)
- Chủ tịch Đoàn chủ tịch Tiểu Khural
  - Nimachyan (Nimazhav) (18 tháng 9 năm 1924 - 4 tháng 2 năm 1929)
  - Chuldum Lopsakovi (5 tháng 2 năm 1929 - 5 tháng 11 năm 1936)
  - Adyg-Tulush Khemchik-ool (6 tháng 11 năm 1936 - tháng 2 năm 1938)
  - Oyun Polat (2 tháng 3 năm 1938 - 4 tháng 4 năm 1940)
  - Khertek Anchimaa-Toka (6 tháng 4 năm 1940 - 11 tháng 10 năm 1944)

### Đứng đầu chính phủ
- Chủ tịch Hội đồng Trung ương
  - Sodnam Balchir Ambyn-noyon (15 tháng 8 năm 1921 - 28 tháng 2 năm 1922)
- Chủ tịch Hội đồng Bộ trưởng
  - Lobsang-Osur (1 tháng 3 năm 1922 - 15 tháng 8 năm 1922)
  - Idam-Syurun (Sürun) (15 tháng 8 năm 1922 - 19 tháng 9 năm 1923)
  - Mongush Buyan-Badyrgy (20 tháng 9 năm 1923 - 18 tháng 9 năm 1924)
  - Soyan Oruygu (18 tháng 9 năm 1924 - 1925)
  - Donduk Kuular (1925 - tháng 1 năm 1929)
  - Adyg-Tulush Khemchik-ool (tháng 1 năm 1929 - 6 tháng 11 năm 1936)
  - Sat Churmit-Dazhi (6 tháng 11 năm 1936 - tháng 2 năm 1938)
  - Bair Ondar (Aleksey Shirinmeyevich Bair) (1938 - 1940)
  - Saryg-Dongak Chymba (Aleksandr Mangeyevich Chimba) (6 tháng 4 năm 1940 - 11 tháng 10 năm 1944)

### Đứng đầu đảng
- Tổng bí thư
  - Nimachyan (Nimazhav, Nimazhap) (1921 - 1923)
  - Lobsang-Osur (1923)
- Chủ tịch
  - Oyun Kursedy (9 tháng 7 năm 1923 - 15 tháng 3 năm 1924)
- Tổng bí thư
  - Shagdyr (thấng 4 năm 1924 - tháng 1 năm 1926)
- Bí thư thứ nhất
  - Mongush Buyan-Badyrgy (tháng 1 năm 1926 - tháng 2 năm 1927)
  - Sodnam Balchir Ambyn-noyon (tháng 2 năm 1927 - tháng 1 năm 1929)
  - Irgit Shagdyrzhap (tháng 1 năm 1929 - tháng 3 năm 1932)
- Tổng bí thư
  - Salchak Toka (6 tháng 3 năm 1932 - 11 tháng 10 năm 1944)

## Dân số
|                               | 1918   | 1931   | 1944    | 1958    |
| ----------------------------- | ------ | ------ | ------- | ------- |
| Người Tuva                    | 48.000 | 64.900 | 81.100  | 98.000  |
| Người Nga và các dân tộc khác | 12.000 | 17.300 | 14.300a | 73.900  |
| Tổng                          | 60.000 | 82.200 | 95.400  | 171.900 |

a. Số người Nga suy giảm do cưỡng bách tòng quân vào Hồng Quân trong Thế chiến II.